# Priorij van Souvigny

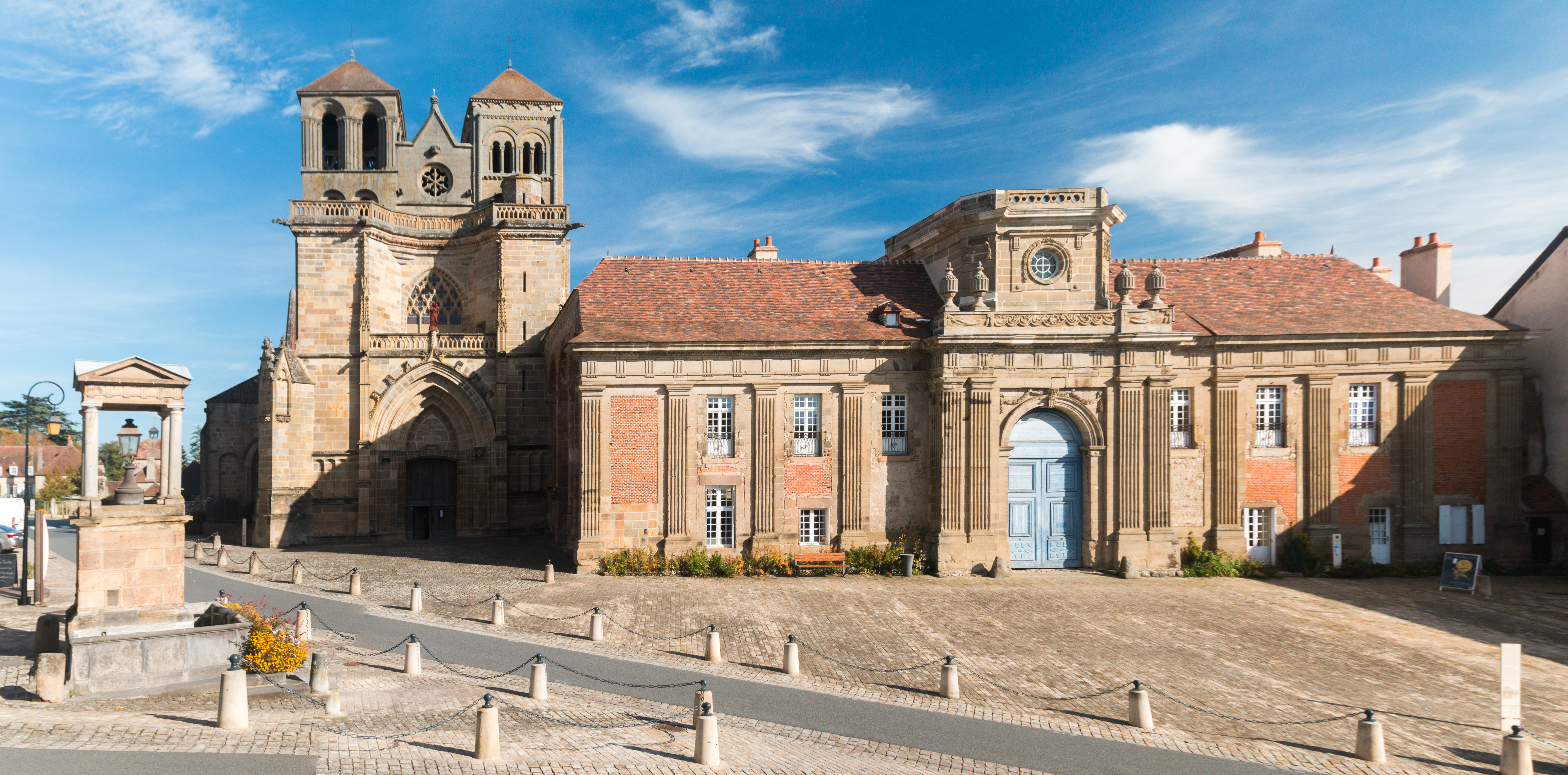
Priorij van Souvigny

De Priorij van Souvigny (Frans: Prieuré Saint-Pierre-et-Saint-Paul de Souvigny) is een voormalige benedictijnse priorij in de Franse gemeente Souvigny die in de 10e eeuw werd gesticht vanuit de Abdij van Cluny.

## Geschiedenis
De gronden voor de bouw van de priorij werden aan het begin van de 10e eeuw aan de Abdij van Cluny geschonken door Aymard, heer van Bourbon. De abten Majolus en Odilo van Cluny (10e en 11e eeuw) waren betrokken bij de stichting en de opbouw van de priorij. Nadat Majolus in Souvigny was gestorven en begraven, liet Odilo een kerk om zijn graf bouwen. Ook Odilo overleed in Souvigny en werd er begraven. De kerk werd hierdoor een bedevaartsoord en bleef dit doorheen de middeleeuwen. Twaalf hertogen van Bourbon, te beginnen met Lodewijk II (1337-1410) en zijn echtgenote Anna van Auvergne, kozen ervoor begraven te worden in de kerk van de priorij. In de 15e eeuw volgde een tweede bouwfase onder dom Chollet. Vanaf 1432 werd de gehele priorij herbouwd en werden verder gebouwd aan de kerk in gotische stijl. Tussen 1629 en 1644 huisden er mauristen in de priorij. In de 17e eeuw werden een nieuwe ingang en slaapzalen gebouwd en in de 18e eeuw nieuwe kloostergebouwen. Na de Franse Revolutie werden de priorij en haar rijke bibliotheek openbaar verkocht. Tussen 1875 en 1905 was er opnieuw een benedictijnse gemeenschap in de priorij en vanaf  1990 de Communauté de Saint-Jean.

## Gebouwen
De kerk gewijd aan Sint-Pieter en Paulus heeft een lang, smal schip en is deels in romaanse, deels in gotische bouwstijl. Met de bouw van de kerk werd begonnen in de 11e eeuw. In de 12e eeuw werd het schip verlengd. In de 15e eeuw werd er verder gebouwd aan de kerk in gotische stijl. Binnenin in de kerk zijn de graven van de abten Majolus en Odilo, die werden beschadigd tijdens de Franse Revolutie. Verder bevat de kerk de necropool van twaalf hertogen van Bourbon in twee kapellen rond het koor.
De gebouwen van de priorij zijn goed bewaard en omvatten de kapittelzaal, het klooster, conventuele gebouwen, gastenverblijven, schuren en een poortgebouw. 
Delen van de priorij werden beschermd in 1926 en de hele site van de priorij, inclusief tuinen en schuren, werd beschermd in 2001.

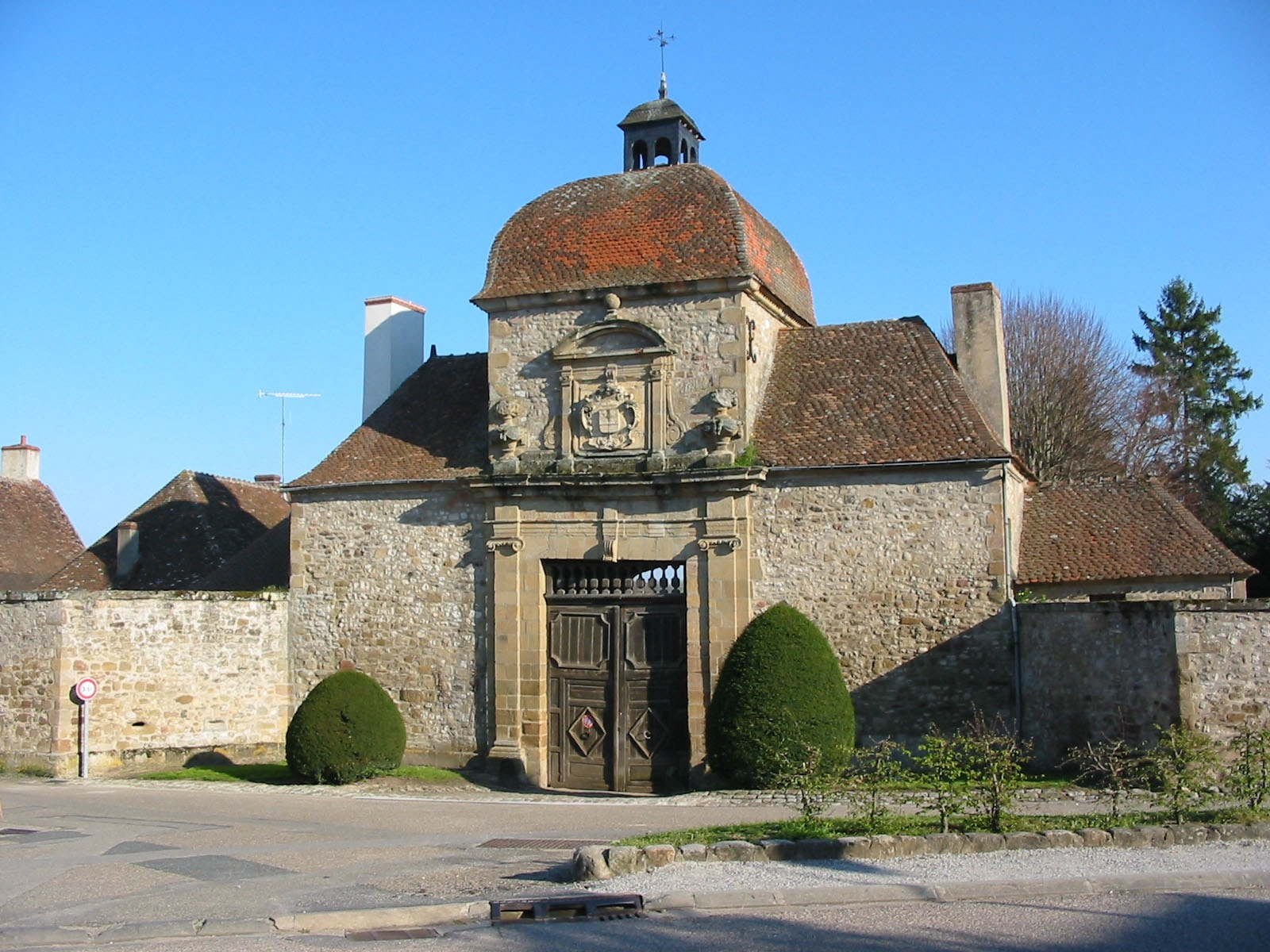
Poortgebouw
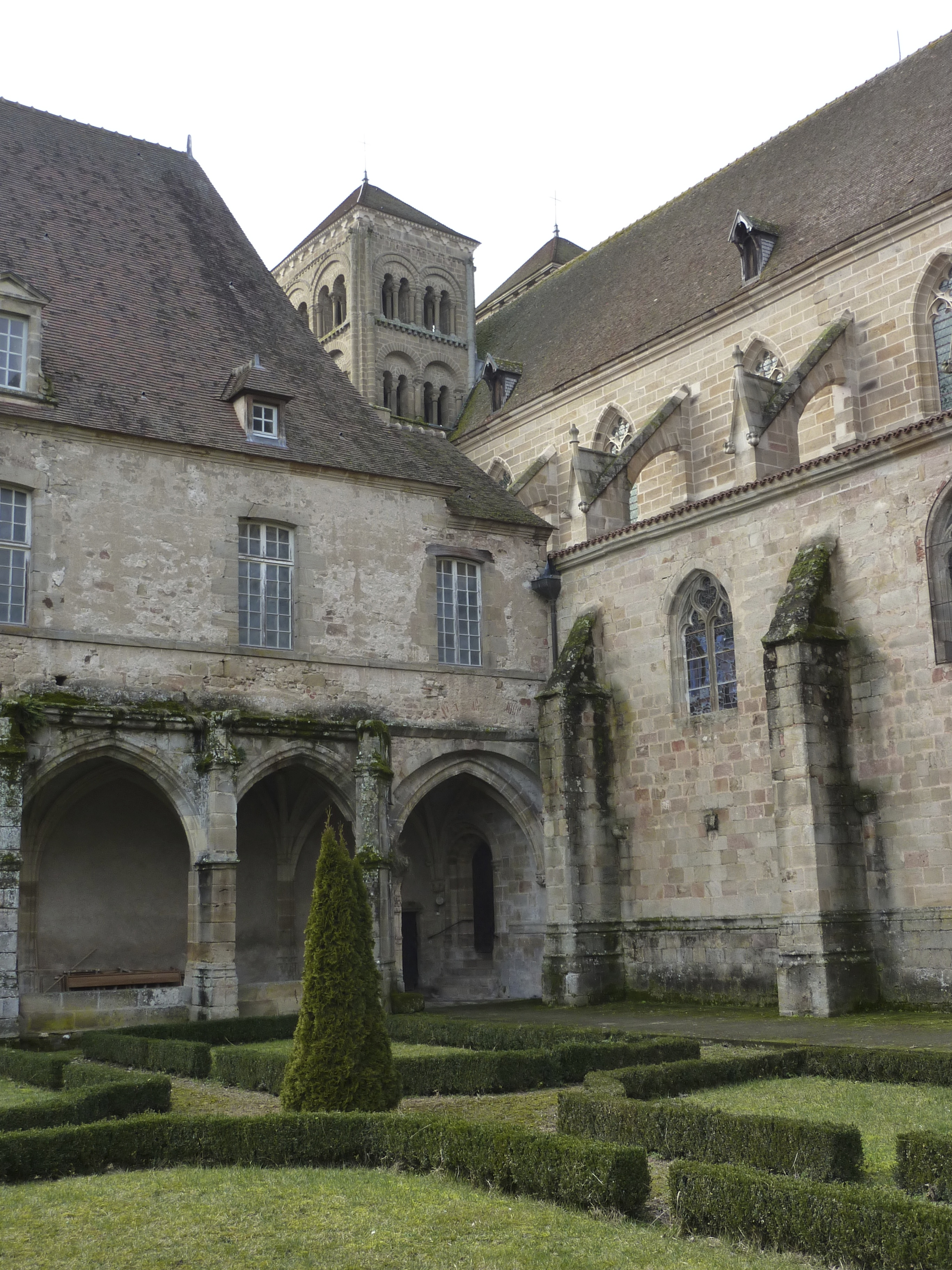
Klooster
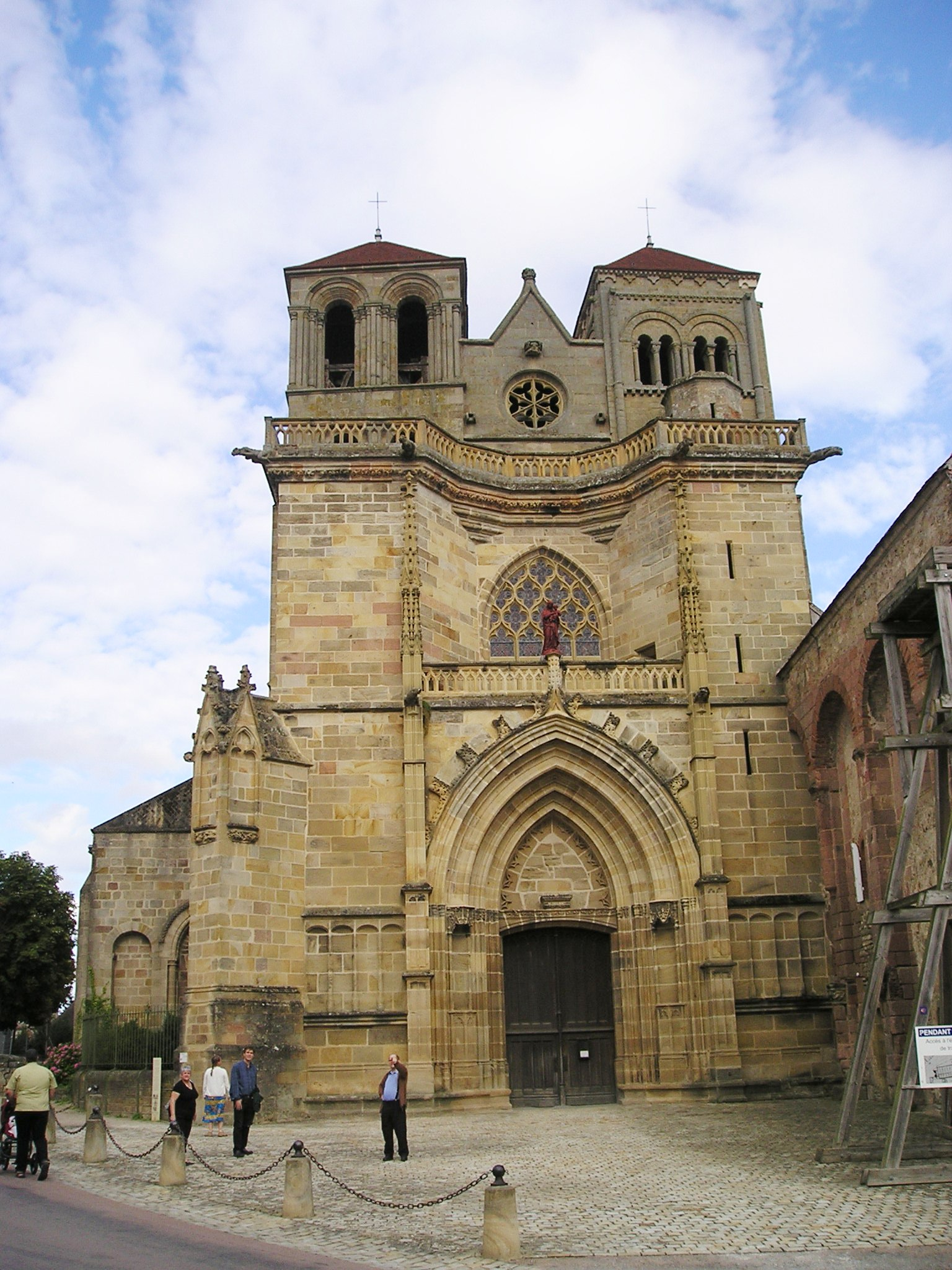
Kerk
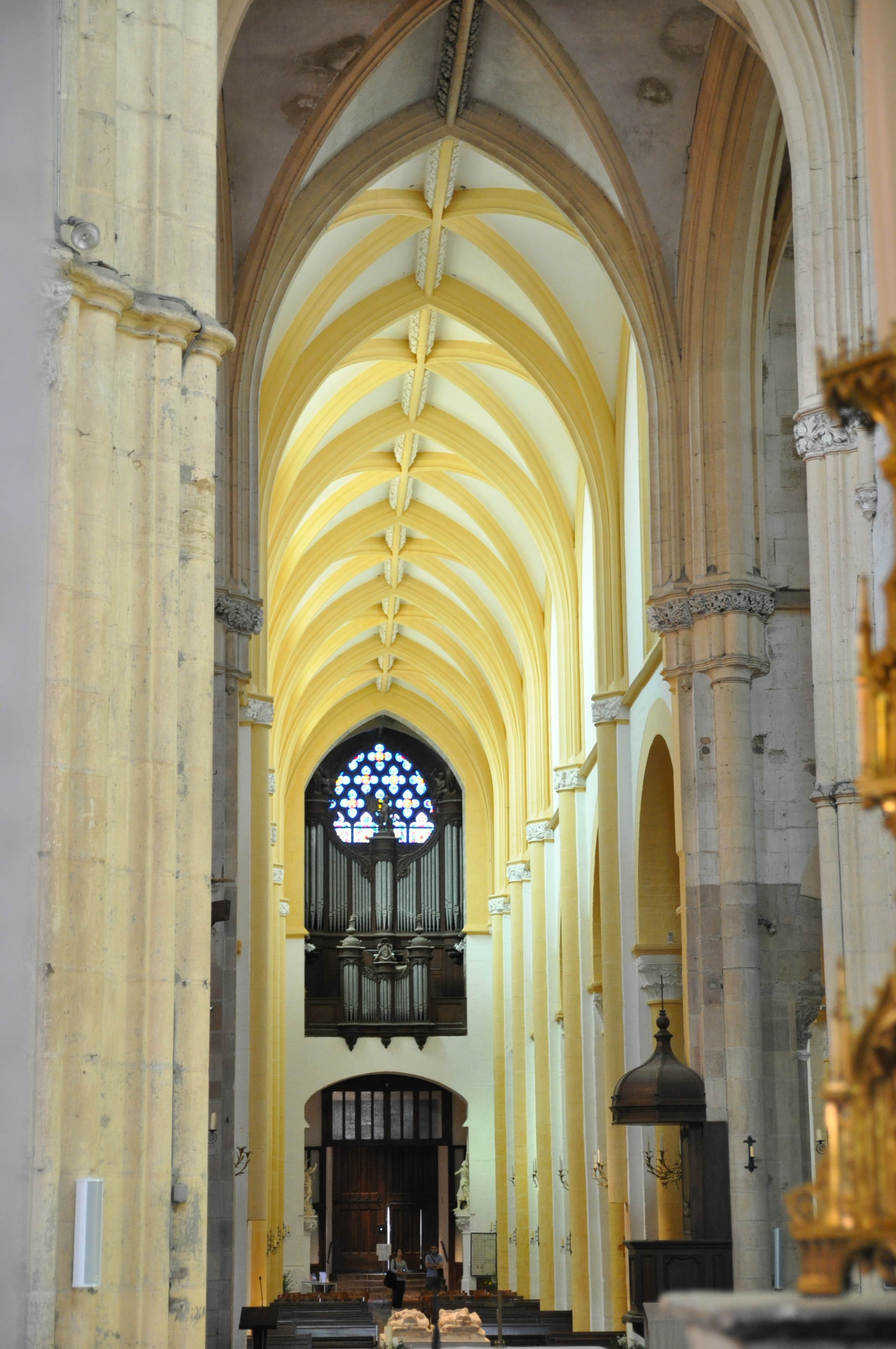
Interieur van de kerk
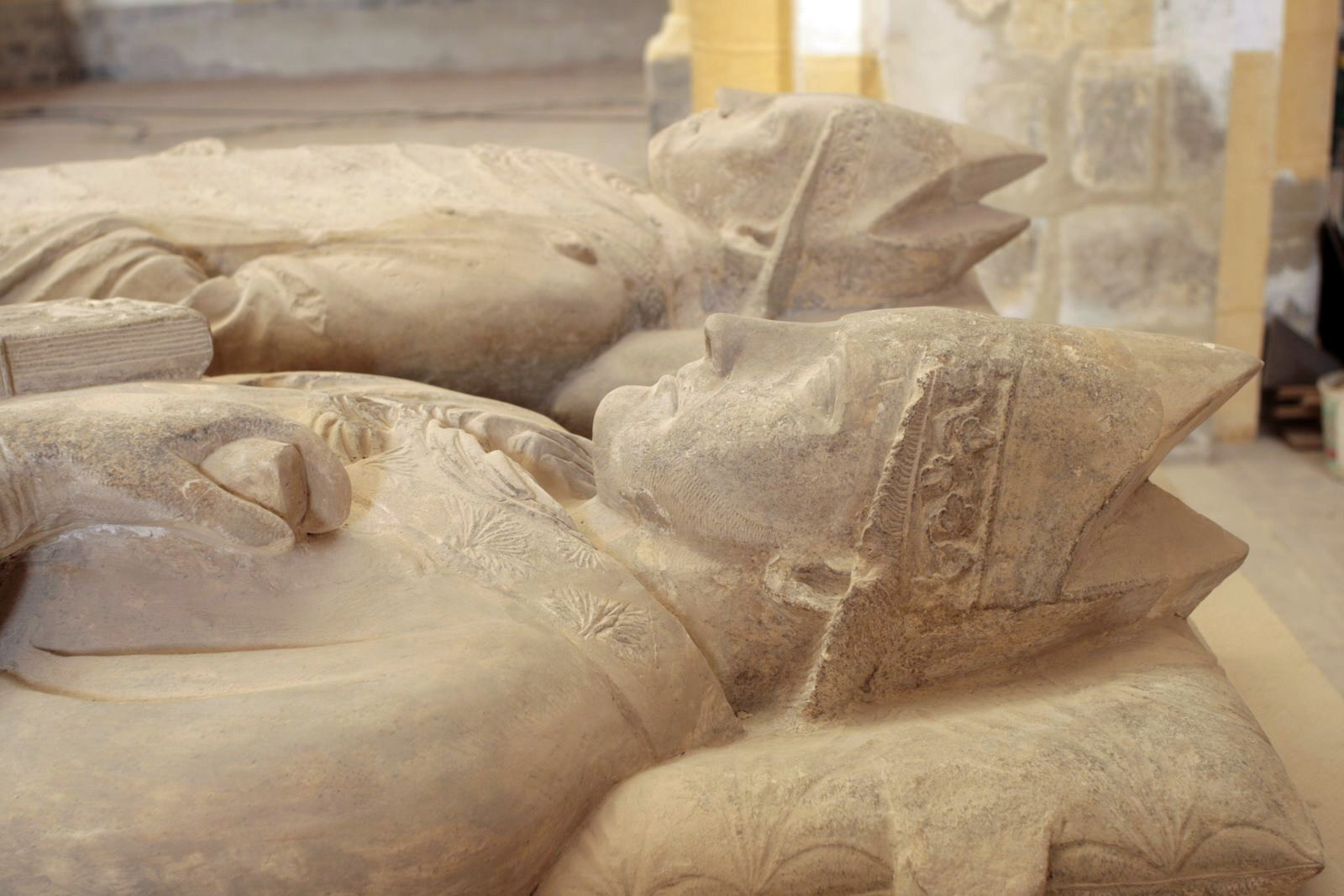
Graven van abten Majolus en Odilo
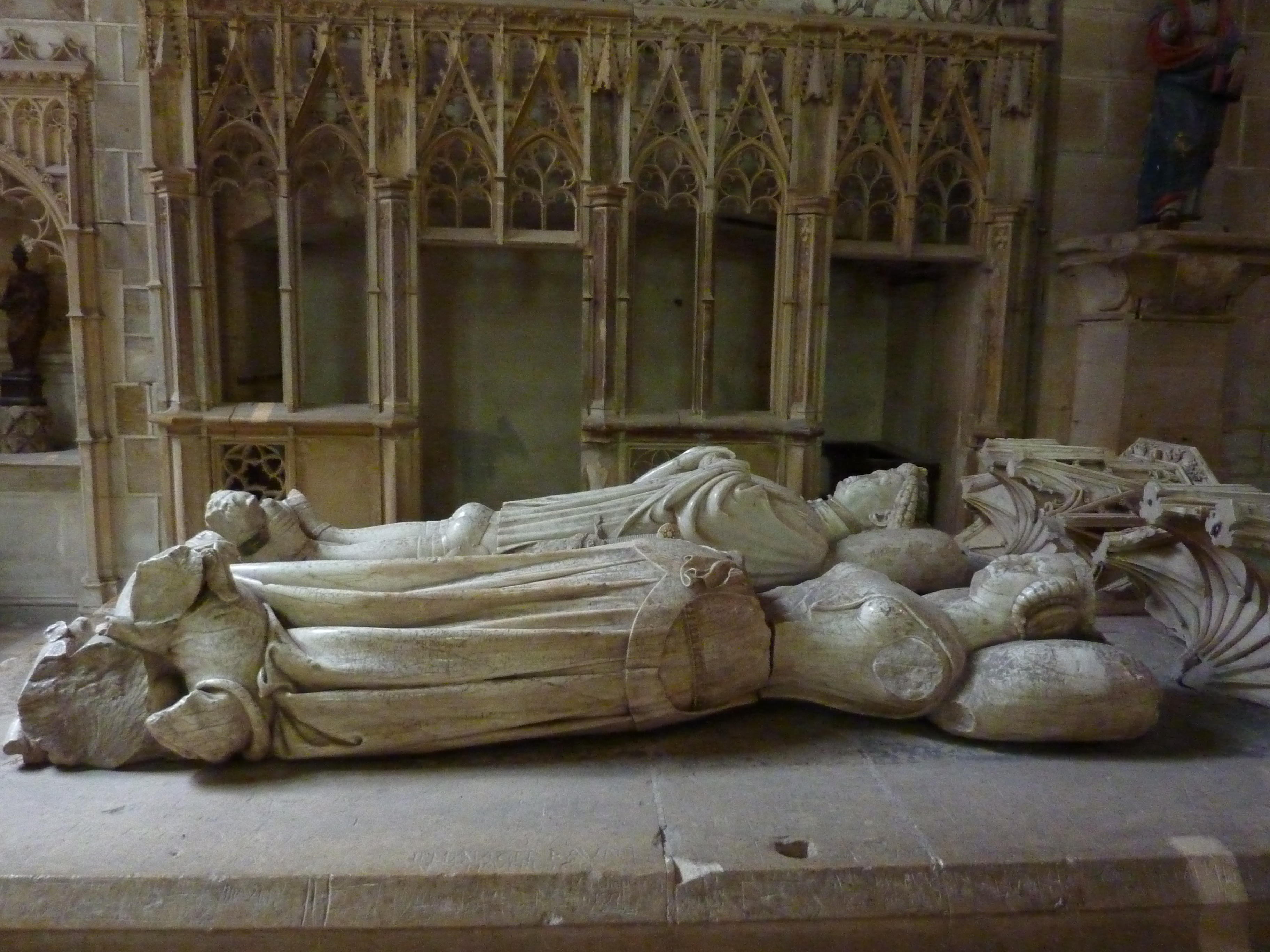
Graf van Lodewijk II van Bourbon en Anna van Auvergne